# MC Lyte
Lana Michelle Moorer (Brooklyn, Nueva York, 11 de octubre de 1970), más conocida por su nombre artístico MC Lyte, es una rapera, DJ, empresaria y actriz estadounidense. Considerada una de las pioneras del rap femenino, es principalmente conocida por haber publicado en 1988 el primer LP de una rapera solista, Lyte as a Rock, el cual fue actualmente es reconocido como un clásico del género. En su carrera publicó en total 8 álbumes como solista (siendo Legend del 2015 el último hasta la fecha) y un EP como integrante de Almost September.
Con canciones como "Cha Cha Cha", "Paper Thin", "Ruffneck" (con la cual obtuvo la primera certificación de oro para una rapera solista) y "Poor Georgie", ha influido en el trabajo de posteriores figuras del rap femenino como Lil Kim, Da Brat, Missy Elliott, Lauryn Hill y Eve, entre otras. También tuvo colaboraciones con artistas como Sinéad O'Connor, Janet Jackson, Brandy, Xscape, Moby, P. Diddy, Will Smith y Beyoncé.
A lo largo de su carrera MC Lyte ganó un Soul Train Lady of Soul,  obtuvo dos nominaciones a los Premios Grammy, fue reconocida por su trayectoria con el "I Am Hip Hop Icon Lifetime Achievement" de BET y fue honrada en los Hip Hop Honors de VH1. Además, fue posicionada #26 mejor MC de la historia en una lista hecha por About.com en 2018 y #6 en una encuesta de la revista NME en 2013.

## Trayectoria

### Cómo intérprete
En 1988, después de firmar con el sello First Priority Records, publica su primera canción, "I Cram To Understand U", la cual a partir de un crudo relato de una relación sentimental trataba de advertir sobre la adicción al crack. Según la propia Lyte, tenía 12 años cuando la escribió.
En septiembre de ese mismo año saca su primer disco, Lyte as a Rock, que a su vez se convirtió en el primer LP publicado por una solista femenina de rap. Con trabajos como "Paper Thin" (que alcanzó el puesto #1 en la lista de Rap del Billboard Hot 100 y el #35 en el Hot R&B/Hip-Hop Songs), la canción que da nombre al disco (producida por el mítico Prince Paul) y el Diss-track
a la rapera Antoniette, "10% Dis", el álbum se convertiría en todo un clásico de la Edad de oro del hip hop. También es considerado por publicaciones especializadas como The Source y NME como uno de los mejores y más importantes discos de la historia del género. Previamente, Lyte había colaborado con la cantante irlandesa Sinéad O'Connor tanto en el remix como en el vídeo de la canción "Want Your (Hands on Me)", que fue estrenado en mayo de 1988 en MTV.
Un poco más de un año después, en octubre de 1989, publicó su siguiente disco Eyes on This. Con un estilo menos minimalista y una más rica producción que su anterior trabajo, que incluía a Marley Marl y Grand Puba, fue muy bien valorado por la crítica. Los dos sencillos promocionales, "Cha Cha Cha" (la cual pasó 18 semanas en la lista de rap del Billboard Hot 100, alcanzando el #1) y la antidrogas "Cappucino", junto con otro Diss-track
a Antoniette llamado "Shut the Eff Up! (Hoe)" se convirtieron en algunas de las partes más destacadas.
A principios de ese año integró el grupo "Stop the Violence Movement", en el que también estaban Boogie Down Productions, Kool Moe Dee, Public Enemy, Doug E. Fresh, Heavy D y Stetsasonic. Juntos publicaron un sencillo beneficio llamado "Self Destruction" en respuesta a la violencia en la comunidad afroamericana y en la escena del Hip-Hop en particular. La canción vendió medio millón de copias y las ganancias fueron destinadas a la fundación National Urban League.
En 1990 se convierte en la primera artista de Hip-Hop en presentarse en el mítico Carnegie Hall de Manhattan.
El 17 de septiembre de 1991 publicaría su tercer disco, Act Like You Know, con un contenido más orientado al New jack swing/Pop, además de trabajar con importantes productores del género como Richard Wolf y Epic Mazur. Aun cuando los sencillos "When in love" y "Poor Georgie" alcanzaron el #3 y #1 en la lista de rap respectivamente, el disco fue comercialmente menos exitoso que sus trabajos anteriores y recibió críticas mixtas. Ese año Lyte participa en un nuevo sencillo beneficio, "Heal Yourself", lanzado como parte del colectivo "H.E.A.L. Human Education Against Lies", en el cual entre sus integrantes estaban raperos de la talla de Big Daddy Kane, Boogie Down Productions, Run-D.M.C., Queen Latifah y LL Cool J. El 1 de mayo actúa en el "Yo! Unplugged Rap", el primer MTV Unplugged en el cual participan artistas de rap, junto a A Tribe Called Quest, De La Soul y LL Cool J.
Para 1992 comienza a trabajar en su siguiente disco, titulado Ain't No Other, que es lanzado el 22 de junio de 1993. En este disco vuelve a un sonido más hardcore y tiene un mejor rendimiento tanto crítico cómo comercial. Gracias al sencillo "Ruffneck",  (su cuarta canción #1 en la lista de rap, #10 en el Hot R&B/Hip-Hop Songs y #35 en el Billboard Hot 100), que vende medio millón de copias, se convierte en la primera rapera mujer en alcanzar la certificación de oro cómo solista, además de conseguir  una nominación a los Premios Grammy en la categoría mejor interpretación rap solista.
Entre 1994 y 1995, MC Lyte colabora en algunas exitosas canciones, como con la entonces promesa del R&B Brandy, Queen Latifah y Yo-Yo en "I Wanna Be Down" y con  Janet Jackson en "You Want This". También participa de la versión rap de la canción "Freedom", que era parte de la banda sonora de la película Panther. En esta canción también participan Meshell Ndegeocello, Patra, Yo-Yo, Latifah, Salt-N-Pepa y Left Eye Lopes de TLC.
Después de terminar su contrato con su discográfica de siempre, First Priority Records, firma con una división de Elektra Records llamada East West, con la cual saca en 1996 el quinto disco de su carrera, Bad As I Wanna B. Contando con una producción de gente cómo Jermaine Dupri y R. Kelly, Lyte reorienta su trabajo hacia géneros musicales más suaves, como el Dance, House, y  Pop Rap. Con críticas menos aprobatorias que en otras producciones, este disco se destacaría principalmente por tener los dos sencillos comercialmente más exitosos de su carrera: "Keep On Keepin' On", junto al grupo de R&B Xscape (#10 en el Billboard Hot 100, #2 en US Billboard Hot Rap y #3 en Hot R&B/Hip-Hop Songs) y el remix a cargo de Puff Daddy de la canción "Cold Rock a Party", con la que saltaría a la fama su colaboradora Missy Elliott (#11 en el Billboard Hot 100 y su quinto #1 en la lista Hot Rap Songs). Con ambas alcanzaría  certificaciones de oro en el mercado estadounidense, y por "Keep On Keepin' On" además gana un premio Soul Train en la categoría mejor video de R&B, Soul o Rap.
Sin embargo, dos años más tarde su disco Seven & Seven fracasaría comercialmente, pese a contar con el aporte de LL Cool J, The Neptunes y nuevamente Missy Elliott. Este sería su último disco para East West.
En marzo del 2003, después de cinco años en los cuáles tiene sólo algunas colaboraciones con otros artistas, MC Lyte (ahora firmando como Lytro) publica, a partir de una discográfica independiente llamada "iMusic", el disco Da Undaground Heat, Vol. 1. Grabado en colaboración con Jamie Foxx, el disco no es un gran éxito ni comercial ni crítico, pero le entrega nuevas nominaciones en los premios Grammy y BET, ambas en la categoría Mejor Actuación en solitario de rap femenino, por la canción "Ride Wit Me".
Desde entonces, además de colaboraciones con artistas como Beyoncé, Moby, Common y Macy Gray, publica canciones de forma independiente bajo la producción de Richard Wolf y DJ Premier. En 2005 su canción "My Main Aim" fue el tema principal del videojuego de baloncesto NBA Live 2005 de EA Sports.
El 9 de septiembre de 2014, publica, en colaboración con Common y  10Beats, la canción "Dear John", como sencillo promocional de su futuro álbum. Esta canción llegó al #3 en la lista Billboard Twitter Trending 140. El disco, llamado "Legend" es publicado el 18 de abril de 2015, casi 12 años después de su último LP. Más adelante, Lyte publica otros dos sencillos: "Ball" (con Lil Mama y AV) y "Check".
En paralelo a rapear, Lyte trabaja como DJ, proporcionando música a eventos de NAACP, Nissan, Google y Black Enterprise.

### Cómo actriz

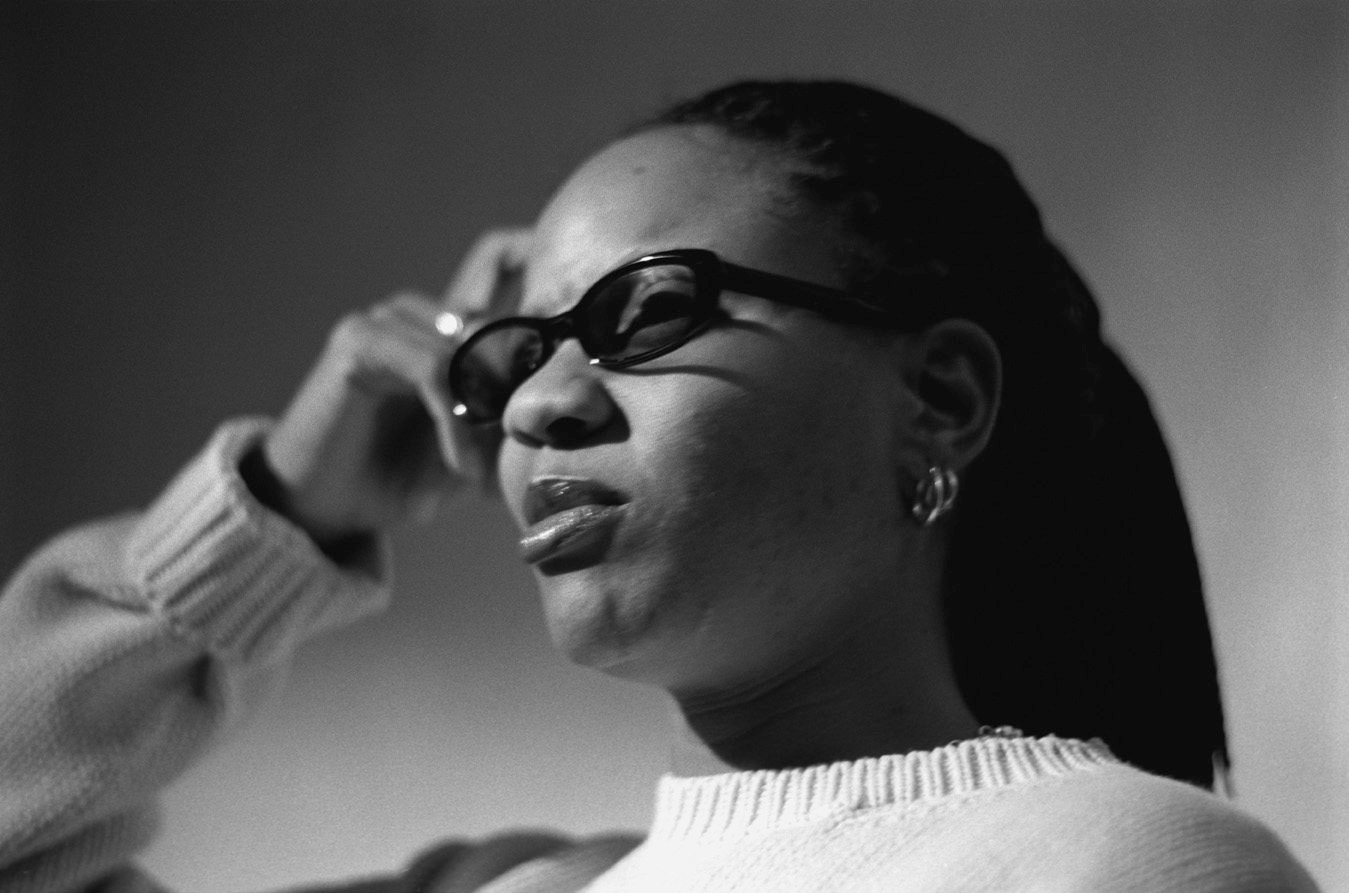

Inició su carrera en la actuación en 1990 en una obra de teatro Off-Broadway que era una adaptación musical-rap de la comedia de Shakespeare Noche de reyes, llamada Club XII. En esa obra, que llegó a tener mucha popularidad en ese circuito, compartió escena con Lisa Nicole Carson y los integrantes del grupo de rap The Fugees, Lauryn Hill y Wyclef Jean.
Su debut en el cine lo dio en una película de 1992 llamada Fly by Night.  Después actuaría en An Alan Smithee Film: Burn Hollywood Burn, Train Ride y Civil Brand y un cameo en Girls Trip. En 2020, Lyte actúa en Bad Hair, dirigida por el creador de Dear White People, Justin Simien y Sylvie's Love, una pieza de época ambientada en la década de 1960, en la que también actúan Tessa Thompson y Eva Longoria.
En televisión, Lyte tuvo pequeños papeles de mayoritariamente de un par capítulos (o directamente cómo invitada especial) en diversas series como New York Undercover, Moesha, Queen of the South, S.W.A.T. y  Power. También puso la voz de una rapera rival en el capítulo Rap It Up de Regular Show.

### Otras actividades

#### Negocios y comercio
MC Lyte abrió su propia boutique en Los Ángeles llamada Shaitel, especializada en accesorios, desde cinturones hasta gafas de sol. "Vendemos una mezcla de (artículos) nuevos y antiguos", explicó. "También tenemos algunas piezas exclusivas que se hacen solo para la tienda. Nos jactamos de traer un poco del sabor de Nueva York a California". Y desde 1997, Lyte maneja Sunni Gyrl Inc., una empresa global de entretenimiento que se especializa en gestión y desarrollo de artistas, producción y servicios creativos y consultoría.

#### Voz en off
En 1996, MC Lyte comenzó a hacer voces en off en un programa del canal BET de corta duración llamado The Boot. Desde entonces trabajaría con algunas marcas como el canal Starz, Tide, AT&T, Mattel y la fundación National Urban League, entre otros.

#### Cómo conferencista
Lyte ha participado en conferencias en colegios y universidades, para organizaciones de todo el mundo. Generalmente basada en su libro Unstoppable: Igniting the Power Within to Achieve Your Greatest Potential se ha asociado con la fundación Thurgood Marshall College para la gira internacional iLEAD en Sudáfrica, en búsqueda de empoderar a la juventud del continente y a los futuros líderes.

#### Filantropía
En febrero de 2006, Lyte donó un diario de su juventud al Instituto Smithsoniano. Junto a muchas otras piezas, como tornamesas y discos de vinilo, pasó a formar parte de la exposición "Hip-Hop Won't Stop: The Beat, the Rhymes, the Life", que buscaba juntar objetos de relevancia histórica de los inicios de la cultura Hip-Hop.
Entre 2011 y 2013, presidió la sede en Los Ángeles de la institución encargada de entregar los premios Grammy, The Recording Academy. Fue la primera mujer afroamericana en desempeñar este papel. Ella también es la creadora de la fundación Hip Hop Sisters, que como parte de su iniciativa #EducateOurMen, entrega becas universitarias a estudiantes de bajos recursos.

## Vida privada
Criada en Brooklyn, Nueva York. Comenzó a rapear a los 12 años bajo el alias de Sparkle, luego lo cambió a Red para finalmente convertirse en Lyte. A los 14 empezó a grabar sus primeras canciones.
En 1987 Nat Robinson fundó un pequeño sello discográfico llamado First Priority Music, buscando administrar la carrera de sus hijos, quienes formaban el dúo Audio Two. Gracias al éxito de su canción "Top Billin", conseguirían un contrato de distribución con Atlantic Records.
Entonces ficharían a MC Lyte, quien, contrariamente a lo que cree, no era hermana de los integrante de Audio Two, aunque si era muy cercana a la familia:

"En realidad, Milk Dee y DJ Gizmo son como hermanos para mí, no de sangre pero  básicamente me crié dentro de esa familia."

Desde agosto de 2017 está casada con el exintegrante del Cuerpo de Marines y empresario John Wyche.

## Discografía

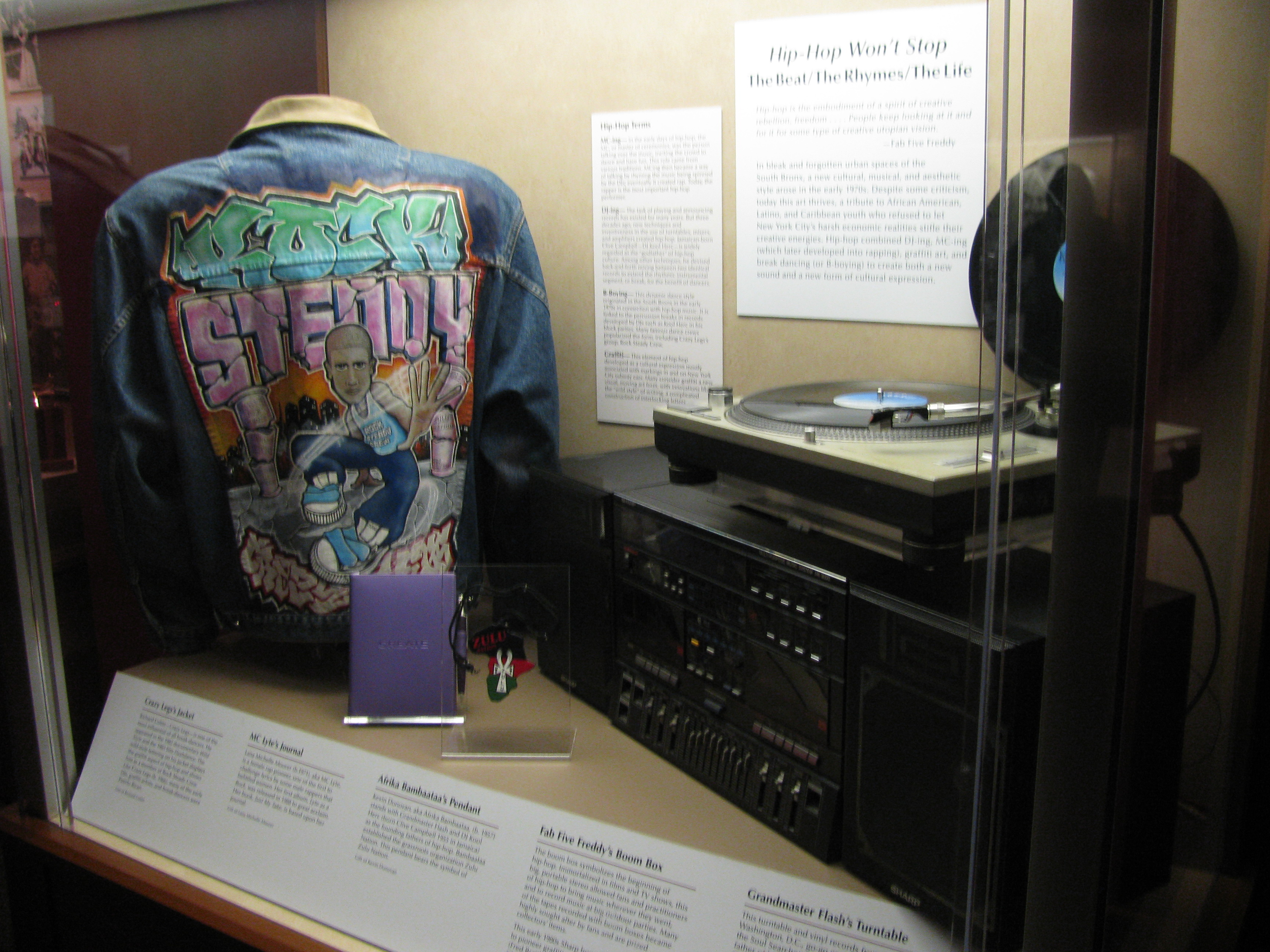
El diario de MC Lyte expuesto en el Museo Nacional de Historia Estadounidense.

### Álbumes de estudio
- 1988: Lyte as a Rock
- 1989: Eyes on This
- 1991: Act Like You Know
- 1993: Ain't No Other
- 1996: Bad As I Wanna B
- 1998: Seven & Seven
- 2003: Da Undaground Heat, Vol. 1
- 2015: Legend

### Compilaciones y otros
- 1997: Badder Than B-Fore
- 2001: The Very Best of MC Lyte
- 2003: The Shit I Never Dropped
- 2005: Rhyme Masters

## Filmografía
| Cine       | Cine                                      | Cine                               | Cine              |
| Año        | Título                                    | Rol                                | Notas             |
| ---------- | ----------------------------------------- | ---------------------------------- | ----------------- |
| 1992       | Fly By Night                              | Akusa                              |                   |
| 1997       | An Alan Smithee Film: Burn Hollywood Burn | Sista Tu Lumumba                   |                   |
| 1999       | A Luv Tale                                | Aklia                              |                   |
| 2000       | Train Ride                                | Katrina Daniels                    |                   |
| 2002       | Civil Brand                               | Sgt. Cervantes                     |                   |
| 2003       | Playas Ball                               | Laquinta                           |                   |
| 2013       | The Dempsey Sisters                       | Taylor Powell                      |                   |
| 2017       | Patti Cake $                              | DJ French Tips                     |                   |
| 2017       | Girls Trip                                | Ella misma                         | Cameo             |
| 2019       | Loved to Death                            | Tiffany                            |                   |
| 2020       | Bad Hair                                  | Coral                              |                   |
| 2020       | Sylvie's Love                             | Mikki                              |                   |
| TBA        | Lost Grils: Angie's Story                 | Pastor Kim                         | Posproducción     |
| Televisión |                                           |                                    |                   |
| Año        | Título                                    | Rol                                | Notas             |
| 1995       | New York Undercover                       | Rapera                             | 1 episodio        |
| 1996       | Moesha                                    | Ella misma                         | Invitada especial |
| 1998       | In the House                              | LuLu                               | 1 episodio        |
| 1998-02    | For your love                             | Lana                               | 4 episodios       |
| 1999       | Get Real                                  | Beth Hunter                        | 1 episodio        |
| 2002       | The district                              | Karla                              | 1 episodio        |
| 2003       | Platinum                                  | Camille Fareal                     | 1 episodio        |
| 2003       | Strong Medicine                           | Nikki                              | 1 episodio        |
| 2004       | My Wife and Kids                          | Ella misma                         | invitada especial |
| 2004-06    | Half & Half                               | Kai Owens                          | 18 episodios      |
| 2011       | Regular Show                              | Demel-ishun (voz)                  | 1 episodio        |
| 2017       | Tales                                     | Makena Daniels                     | 1 Episodio        |
| 2017-18    | Queen of the South                        | The Professor                      | 3 episodios       |
| 2018       | S.W.A.T.                                  | Agente especial Katrina 'KC' Walsh | 2 episodios       |
| 2018       | Power                                     | Jelani Otombre                     | 1 episodio        |

## Premios y reconocimientos
| Año  | Trabajo nominado                                          | Premio                                                        | Resultado |
| ---- | --------------------------------------------------------- | ------------------------------------------------------------- | --------- |
| 1993 | Ruffneck                                                  | Premios Grammy - Mejor actuación de rap en solitario          | Nominado  |
| 1995 | You Want This con Janet Jackson                           | Soul Train Music Awards - Vídeo del año                       | Nominado  |
| 1995 | I Wanna Be Down (Remix) con Brandy, Yo-Yo y Queen Latifah | MTV Video Music Awards - Mejor video de rap                   | Nominado  |
| 1996 | Keep On, Keepin' On con Xscape                            | Soul Train Music Awards - Mejor video de R&B, Soul o Rap      | Ganador   |
| 2003 | Ride Wit Me                                               | Premios Grammy - Mejor actuación femenina de rap en solitario | Nominado  |
| 2003 | Ride Wit Me                                               | BET Awards - Mejor actuación femenina de rap en solitario     | Nominado  |

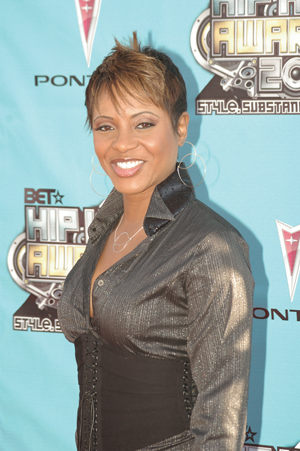
MC Lyte en los premios BET Hip Hop de 2007.

En octubre de 2006, Lyte se convirtió en la primera rapera solista en ser homenajeada en los Hip Hop Honors de VH1. Durante la ceremonia interpreta junto a Lil Kim, Yo-Yo, Da Brat y Remy Ma algunas de sus canciones como Cha Cha Cha, Lyte as a Rock y  Paper Thin.
En 2013, ganó el reconocimiento a la trayectoria I Am Hip Hop en los premios BET Hip Hop.
En enero de 2019 es galardonada con el premio Trail Blazer Award en los Trumpet Awards y en su homenaje actúan Yo-Yo, Lil Mama, Da Brat y Big Tigger.